# 王袭
王襲（5世纪—501年），北魏官员，表字元孫，太原郡晋陽县（今山西省太原市）人。魏孝文帝时尚书令。

## 生平
王襲是王叡之子，王叡为文明冯太后所爱宠。十四岁因父蔭官擢升为中散，依然总中部。太和五年（481年），父王叡去世，孝文帝下诏王襲代领都曹，为尚書令，兼吏部曹、中部，嗣爵中山王。太和十四年（490年）文明太后死後，继续在魏孝文帝左右，但是礼遇渐薄，待遇相对原来低下，改任鎮西将軍、秦州（今甘肃省天水市）刺史，转任并州（今山西省太原市）刺史。太和十六年（492年），降格中山公。太和十七年（493年），遷都洛陽，孝文帝经过太原，见治内清静，受孝文帝好评，但是他教唆民众于路旁多立碑铭，赞美其政治。孝文帝面责其虚。降号二等。太和二十年（496年）因事被御史中尉弹劾，后被赦免。魏宣武帝景明二年（501年），去世。追贈平南将軍、豫州刺史，諡号質。

## 子
- 王忻（汝南王元悦属下太尉記室参軍，河陰之变被害）
- 王誕（字永安，官至龍驤将軍、正平郡太守，河陰之变被害）
- 王殖（字永興，司空城局参軍）
- 王永業（司空参軍事）